# Клюквенна
Клю́квенна (рос. Клюквенная) — присілок у складі Щучанського району Курганської області, Росія. Входить до складу Медведської сільської ради.
Населення — 121 особа (2010, 143 у 2002).
Національний склад станом на 2002 рік: росіяни — 89 %. Також башкіри.